# Campeonato Argentino de Futebol de 2019–20 – Primeira Divisão
A Primeira Divisão do Campeonato Argentino de Futebol de 2019–20, também conhecida como Primera División Argentina ou Superliga Argentina de Futebol (oficialmente como Superliga Quilmes Clásica por conta do patrocínio), é a 91.ª temporada e 135.ª edição da principal divisão profissional do futebol argentino (3.ª como Superliga Argentina). É a terceira edição desde que começou a ser organizada na temporada de 2017–18 pela Superliga Argentina de Fútbol, liga profissional autônoma dos clubes, e não mais pela Associação do Futebol Argentino (AFA). A Superliga começou em 26 de julho e terá jogos até 8 de dezembro de 2019; depois do recesso de fim de ano, reiniciará em 24 de janeiro de 2020 e terminará em 9 de março do mesmo ano.
Após várias reuniões do Comitê Executivo da Superliga Argentina, que organiza o torneio, ficou decidido que a partir desta temporada teremos três quedas e apenas dois acessos a cada ano, a expectativa é que em 2023 a primeira divisão tenha 20 clubes e possa ser realizado em turno e returno.
O título foi definido na última rodada: o Boca Juniors conquistou o seu trigésimo quarto título argentino, após vencer o Gimnasia y Esgrima (LP) em La Bombonera, por 1–0, e aproveitando-se do empate por 1–1 entre Atlético Tucumán e River Plate. Além do título, os xeneizes também se classificaram diretamente à fase de grupos da Taça Libertadores da América de 2021, para a Supercopa Argentina de 2020 onde enfrentará o campeão da Copa da Argentina de 2019–20 e para o Trofeo de Campeones da Superliga de 2020 ante o campeão da Copa da Superliga de 2020.

## Breve resumo da temporada anterior
- Campeão: Racing.[17][18]
- Vaga para Libertadores de 2020: Racing, Defensa y Justicia, Boca Juniors, River Plate[18], Tigre e Atlético Tucumán.
- Vagas para Copa Sul-Americana de 2020: Vélez Sarsfield, Independiente, Unión, Huracán[18] e Argentinos Juniors.
- Quem desceu: Tigre, San Martín de San Juan, Belgrano e San Martín de Tucumán.[18]
- Quem subiu: Arsenal (campeão da segunda divisão) e Central Córdoba (vencedor do Torneo Reducido).[19]
- Gols: 719 / Jogos: 335 / Média de gols: 2,21.[20]
- Artilheiro: Lisandro López (Racing), 17 gols.[20]

## Regulamento
A Primera División (ou Superliga) de 2019–20 é disputada por vinte e quatro clubes em fase única de pontos corridos. Todos os times jogam entre si uma única vez, num total de 23 rodadas. Será declarado campeão argentino o time que obtiver o maior número de pontos ao final da fase única. Em caso de empate em número de pontos, prevalece o melhor saldo de gols. O campeão se classificará para a Supercopa da Argentina de 2020. Ao final da competição, os quatro primeiros times se classificam à Copa Libertadores de 2021, os cinco clubes subsequentes se classificam à Copa Sul-Americana de 2021. Além disso, serão rebaixados os três piores times com base na média de pontos ("promédios") acumulada por partida nas últimas três temporadas, incluída a atual, além dos jogos da Copa da Superliga Argentina de 2020 (exceto a final), que ocorrerá de 8 de março a 31 de maio de 2020.

## Participantes
Vinte e quatro equipes participam do campeonato – as vinte e duas melhores equipes da temporada anterior e as duas equipes promovidas da Primera B Nacional. As equipes promovidas foram o Arsenal (campeão da Segunda Divisão) que volta à liga após um ano de ausência, e o Central Córdoba (vencedor do Torneo Reducido) que estreia na liga pela primeira vez um sua história. Elas vão substituir o Tigre, San Martín de San Juan, Belgrano e San Martín de Tucumán, que foram rebaixadas após treze, cinco, nove e uma temporadas no topo, respectivamente. 

### Informações dos clubes
| Equipe             | Cidade                | Província           | Estádio (mando)                     | Capacidade | Títulos (último)       | Ref.                        |
| ------------------ | --------------------- | ------------------- | ----------------------------------- | ---------- | ---------------------- | --------------------------- |
| Aldosivi           | Mar del Plata         | Buenos Aires        | José María Minella                  | 35 180     | 0 (nenhum)             | [ 26 ] [ 27 ] [ 28 ]        |
| Argentinos Juniors | Buenos Aires          | Capital Federal     | Diego Armando Maradona              | 24 000     | 3 (último em 2010–C)   | [ 26 ] [ 27 ] [ 29 ]        |
| Arsenal            | Sarandí               | Buenos Aires        | Julio Humberto Grondona             | 16 000     | 1 (em 2012–C)          | [ 26 ] [ 27 ] [ 30 ]        |
| Atlético Tucumán   | San Miguel de Tucumán | Tucumán             | Monumental José Fierro              | 35 200     | 0 (nenhum)             | [ 26 ] [ 27 ] [ 31 ]        |
| Banfield           | Banfield              | Buenos Aires        | Florencio Sola                      | 34 901     | 1 (em 2009–A)          | [ 26 ] [ 27 ] [ 32 ]        |
| Boca Juniors       | Buenos Aires          | Capital Federal     | Alberto Jacinto Armando             | 49 000     | 33 (último em 2017–18) | [ 26 ] [ 27 ] [ 33 ]        |
| Central Córdoba    | Santiago del Estero   | Santiago del Estero | Alfredo Terrera                     | 16 000     | 0 (nenhum)             | [ 26 ] [ 27 ] [ 34 ]        |
| Colón              | Santa Fé              | Santa Fé            | Brigadier General Estanislao López  | 32 000     | 0 (nenhum)             | [ 26 ] [ 27 ] [ 30 ]        |
| Defensa y Justicia | Florencio Varela      | Buenos Aires        | Norberto Tomaghello                 | 20 000     | 0 (nenhum)             | [ 26 ] [ 27 ] [ 35 ]        |
| Estudiantes        | La Plata              | Buenos Aires        | Ciudad de La Plata                  | 53 000     | 6 (último em 2010–A)   | [ 26 ] [ 27 ] [ 36 ] [ 37 ] |
| Estudiantes        | La Plata              | Buenos Aires        | Jorge Luis Hirschi                  | 30 108     | 6 (último em 2010–A)   | [ 26 ] [ 27 ] [ 36 ] [ 37 ] |
| Gimnasia y Esgrima | La Plata              | Buenos Aires        | Juan Carmelo Zerillo                | 21 500     | 1 (em 1929)            | [ 26 ] [ 27 ] [ 38 ]        |
| Godoy Cruz         | Godoy Cruz            | Mendoza             | Malvinas Argentinas                 | 42 000     | 0 (nenhum)             | [ 26 ] [ 27 ] [ 39 ]        |
| Huracán            | Buenos Aires          | Capital Federal     | Tomás Adolfo Ducó                   | 48 314     | 5 (último em 1973)     | [ 26 ] [ 27 ] [ 40 ]        |
| Independiente      | Avellaneda            | Buenos Aires        | Libertadores de América             | 42 069     | 16 (último em 2002)    | [ 26 ] [ 27 ] [ 41 ]        |
| Lanús              | Lanús                 | Buenos Aires        | Ciudad de Lanús - Nestor Díaz Pérez | 46 619     | 2 (último em 2016)     | [ 26 ] [ 27 ] [ 42 ]        |
| Newell's Old Boys  | Rosário               | Santa Fé            | Marcelo Bielsa                      | 42 000     | 6 (último em 2013–F)   | [ 26 ] [ 27 ] [ 43 ]        |
| Patronato          | Paraná                | Entre Ríos          | Presbítero Bartolomé Grella         | 22 000     | 0 (nenhum)             | [ 26 ] [ 27 ] [ 44 ]        |
| Racing             | Avellaneda            | Buenos Aires        | Presidente Perón                    | 51 000     | 18 (atual campeão)     | [ 26 ] [ 27 ] [ 45 ]        |
| River Plate        | Buenos Aires          | Capital Federal     | Antonio Vespucio Liberti            | 66 269     | 36 (último em 2014–C)  | [ 26 ] [ 27 ] [ 46 ]        |
| Rosário Central    | Rosário               | Santa Fé            | Dr. Lisandro de la Torre            | 41 465     | 4 (último em 1986–87)  | [ 26 ] [ 27 ] [ 47 ]        |
| San Lorenzo        | Buenos Aires          | Capital Federal     | Pedro Bidegain                      | 47 964     | 15 (último em 2013–A)  | [ 26 ] [ 27 ] [ 48 ]        |
| Talleres           | Córdoba               | Córdoba             | Mario Alberto Kempes                | 47 851     | 0 (nenhum)             | [ 26 ] [ 27 ] [ 49 ]        |
| Unión              | Santa Fé              | Santa Fé            | 15 de Abril                         | 26 000     | 0 (nenhum)             | [ 26 ] [ 27 ] [ 50 ]        |
| Vélez Sarsfield    | Buenos Aires          | Capital Federal     | José Amalfitani                     | 49 540     | 10 (último em 2012–A)  | [ 26 ] [ 27 ] [ 51 ]        |

## Classificação
- Atualizado até 9 de março de 2020.

| Pos. | Equipes                               | P  | J  | V  | E  | D  | GP | GC | SG  | Classificação                               |
| ---- | ------------------------------------- | -- | -- | -- | -- | -- | -- | -- | --- | ------------------------------------------- |
| 1    | Boca Juniors                          | 48 | 23 | 14 | 6  | 3  | 35 | 8  | 27  | Fase de grupos da Taça Libertadores de 2021 |
| 2    | River Plate                           | 47 | 23 | 14 | 5  | 4  | 41 | 18 | 23  |                                             |
| 3    | Vélez Sarsfield                       | 39 | 23 | 11 | 6  | 6  | 27 | 14 | 13  |                                             |
| 4    | Racing                                | 39 | 23 | 9  | 12 | 2  | 28 | 23 | 5   |                                             |
| 5    | Argentinos Juniors                    | 39 | 23 | 10 | 9  | 4  | 22 | 17 | 5   |                                             |
| 6    | Defensa y Justicia                    | 36 | 23 | 10 | 6  | 7  | 26 | 18 | 8   |                                             |
| 7    | Lanús                                 | 36 | 23 | 9  | 9  | 5  | 32 | 29 | 3   |                                             |
| 8    | San Lorenzo                           | 36 | 23 | 11 | 3  | 9  | 32 | 30 | 2   |                                             |
| 9    | Rosario Central                       | 36 | 23 | 9  | 9  | 5  | 31 | 29 | 2   |                                             |
| 10   | Newell's Old Boys                     | 35 | 23 | 9  | 8  | 6  | 33 | 25 | 8   |                                             |
| 11   | Arsenal                               | 34 | 23 | 9  | 7  | 7  | 37 | 32 | 5   |                                             |
| 12   | Talleres (Córdoba)                    | 34 | 23 | 10 | 4  | 9  | 34 | 30 | 4   |                                             |
| 13   | Estudiantes (La Plata)                | 30 | 23 | 8  | 6  | 9  | 23 | 22 | 1   |                                             |
| 14   | Independiente                         | 29 | 23 | 8  | 5  | 10 | 27 | 25 | 2   |                                             |
| 15   | Atlético Tucumán                      | 29 | 23 | 7  | 8  | 8  | 22 | 25 | −3  |                                             |
| 16   | Unión (Santa Fe)                      | 27 | 23 | 7  | 6  | 10 | 21 | 30 | −9  |                                             |
| 17   | Banfield                              | 26 | 23 | 6  | 8  | 9  | 19 | 23 | −4  |                                             |
| 18   | Central Córdoba (Santiago del Estero) | 26 | 23 | 6  | 8  | 9  | 21 | 29 | −8  |                                             |
| 19   | Gimnasia (La Plata)                   | 23 | 23 | 6  | 5  | 12 | 22 | 23 | −1  |                                             |
| 20   | Patronato (Paraná)                    | 23 | 23 | 5  | 8  | 10 | 22 | 34 | −12 |                                             |
| 21   | Huracán                               | 22 | 23 | 5  | 7  | 11 | 17 | 27 | −10 |                                             |
| 22   | Aldosivi (Mar del Plata)              | 22 | 23 | 6  | 4  | 13 | 20 | 35 | −15 |                                             |
| 23   | Colón (Santa Fe)                      | 18 | 23 | 5  | 3  | 15 | 17 | 39 | −22 |                                             |
| 24   | Godoy Cruz (Mendoza)                  | 18 | 23 | 6  | 0  | 17 | 22 | 46 | −24 |                                             |

Fonte: AFA, SAF e CONMEBOL

## Rebaixamento
O rebaixamento no final da temporada é baseado num coeficiente denominado "promédio", que leva em consideração os pontos obtidos pelos clubes durante a atual temporada (Superliga + Copa da Superliga) e as duas temporadas anteriores (somente as temporadas na primeira divisão são contadas). A pontuação total é então dividida pelo número de jogos disputados na primeira divisão nessas três temporadas e uma média é calculada. As três equipes com a pior média no final da temporada serão rebaixadas para a Primera B Nacional do próximo ciclo.
- Atualizado até 9 de março de 2020.[55]

| Pos. | Equipe                                | 17–18 | 18–19 | 19–20 | Pts. | J  | Promédio | Rebaixamento                                   |
| ---- | ------------------------------------- | ----- | ----- | ----- | ---- | -- | -------- | ---------------------------------------------- |
| 1    | Boca Juniors                          | 58    | 51    | 48    | 157  | 75 | 2.093    |                                                |
| 2    | Racing                                | 45    | 57    | 39    | 141  | 75 | 1.880    |                                                |
| 3    | River Plate                           | 45    | 45    | 47    | 137  | 75 | 1.827    |                                                |
| 4    | Defensa y Justicia                    | 44    | 53    | 36    | 133  | 75 | 1.773    |                                                |
| 5    | Vélez Sarsfield                       | 38    | 40    | 39    | 117  | 75 | 1.560    |                                                |
| 6    | Independiente                         | 46    | 38    | 29    | 113  | 75 | 1.506    |                                                |
| 7    | Talleres (Córdoba)                    | 46    | 33    | 34    | 113  | 75 | 1.506    |                                                |
| 8    | Arsenal                               | 0     | 0     | 34    | 34   | 23 | 1.478    |                                                |
| 9    | San Lorenzo                           | 50    | 23    | 36    | 109  | 75 | 1.453    |                                                |
| 10   | Atlético Tucumán                      | 36    | 42    | 29    | 107  | 75 | 1.427    |                                                |
| 11   | Godoy Cruz (Mendoza)                  | 56    | 32    | 18    | 106  | 75 | 1.413    |                                                |
| 12   | Unión (Santa Fe)                      | 43    | 36    | 27    | 106  | 75 | 1.413    |                                                |
| 13   | Huracán                               | 48    | 35    | 22    | 105  | 75 | 1.400    |                                                |
| 14   | Argentinos Juniors                    | 41    | 22    | 39    | 102  | 75 | 1.360    |                                                |
| 15   | Lanús                                 | 29    | 34    | 36    | 99   | 75 | 1.320    |                                                |
| 16   | Estudiantes (La Plata)                | 36    | 29    | 30    | 95   | 75 | 1.266    |                                                |
| 17   | Rosario Central                       | 32    | 26    | 36    | 94   | 75 | 1.253    |                                                |
| 18   | Newell's Old Boys                     | 29    | 29    | 35    | 93   | 75 | 1.240    |                                                |
| 19   | Banfield                              | 35    | 29    | 26    | 90   | 75 | 1.200    |                                                |
| 20   | Aldosivi (Mar del Plata)              | 0     | 33    | 22    | 55   | 48 | 1.146    |                                                |
| 21   | Central Córdoba (Santiago del Estero) | 0     | 0     | 26    | 26   | 23 | 1.130    |                                                |
| 22   | Colón (Santa Fe)                      | 41    | 23    | 18    | 82   | 75 | 1.093    | Zona de rebaixamento à Segunda Divisão de 2021 |
| 23   | Patronato (Paraná)                    | 33    | 26    | 23    | 82   | 75 | 1.093    | Zona de rebaixamento à Segunda Divisão de 2021 |
| 24   | Gimnasia y Esgrima (La Plata)         | 27    | 29    | 23    | 79   | 75 | 1.053    | Zona de rebaixamento à Segunda Divisão de 2021 |

Fonte: AFA, SAF e CONMEBOL

## Classificação geral da temporada
A classificação geral da temporada de 2019–20 será composta por todos os pontos obtidos pelos clubes nas 23 rodadas do campeonato da Primeira Divisão de 2019–20 e mais os das 11 rodadas da fase regular da Copa da Superliga Argentina de 2020.

### Classificação às competições internacionais
A qualificação internacional para a temporada de 2021 apresentou uma mudança em relação às anteriores. Os campeões da Superliga de 2019–20, da Copa da Superliga de 2020 e o da Copa da Argentina de 2019–20 ganharão uma vaga na Copa Libertadores de 2021. As vagas restantes para a Copa Libertadores de 2021, bem como para a Copa Sul-Americana de 2021, serão determinados por uma tabela agregada da Superliga de 2019–20 e da Copa da Superliga de 2020. As três melhores equipes na tabela agregada que ainda não estão qualificadas para nenhum torneio internacional serão qualificadas para a Copa Libertadores de 2021, enquanto as próximas seis equipes se qualificarão para a Copa Sul-Americana de 2021.
- Atualizado até 21 de janeiro de 2021.

| Pos. | Equipes            | P  | J  | V  | E  | D  | GP | GC | SG  | Classificação                               |
| ---- | ------------------ | -- | -- | -- | -- | -- | -- | -- | --- | ------------------------------------------- |
| 1    | Boca Juniors       | 48 | 23 | 14 | 6  | 3  | 35 | 8  | 27  | Fase de grupos da Taça Libertadores de 2021 |
| 2    | River Plate        | 47 | 23 | 14 | 5  | 4  | 41 | 18 | 23  | Fase de grupos da Taça Libertadores de 2021 |
| 3    | Vélez Sarsfield    | 39 | 23 | 11 | 6  | 6  | 27 | 14 | 13  | Fase de grupos da Taça Libertadores de 2021 |
| 4    | Racing             | 39 | 23 | 9  | 12 | 2  | 28 | 23 | 5   | Fase de grupos da Taça Libertadores de 2021 |
| 5    | Argentinos Juniors | 39 | 23 | 10 | 9  | 4  | 22 | 17 | 5   | Fase de grupos da Taça Libertadores de 2021 |
| 6    | Defensa y Justicia | 36 | 23 | 10 | 6  | 7  | 26 | 18 | 8   | Segunda fase da Taça Libertadores de 2021   |
| 7    | Lanús              | 36 | 23 | 9  | 9  | 5  | 32 | 29 | 3   | Copa Sul-Americana de 2021                  |
| 8    | San Lorenzo        | 36 | 23 | 11 | 3  | 9  | 32 | 30 | 2   | Copa Sul-Americana de 2021                  |
| 9    | Rosário Central    | 36 | 23 | 9  | 9  | 5  | 31 | 29 | 2   | Copa Sul-Americana de 2021                  |
| 10   | Newell's Old Boys  | 35 | 23 | 9  | 8  | 6  | 33 | 25 | 8   | Copa Sul-Americana de 2021                  |
| 11   | Arsenal de Sarandí | 34 | 23 | 9  | 7  | 7  | 37 | 32 | 5   | Copa Sul-Americana de 2021                  |
| 12   | Talleres           | 34 | 23 | 10 | 4  | 9  | 34 | 30 | 4   | Copa Sul-Americana de 2021                  |
| 13   | Estudiantes        | 30 | 23 | 8  | 9  | 9  | 23 | 22 | 1   |                                             |
| 14   | Independiente      | 29 | 23 | 8  | 5  | 10 | 27 | 25 | 2   |                                             |
| 15   | Atlético Tucumán   | 29 | 23 | 7  | 8  | 8  | 22 | 25 | −3  |                                             |
| 16   | Unión de Santa Fe  | 27 | 23 | 7  | 6  | 10 | 21 | 30 | −9  |                                             |
| 17   | Banfield           | 26 | 23 | 6  | 8  | 9  | 19 | 23 | −4  |                                             |
| 18   | Central Córdoba    | 26 | 23 | 6  | 8  | 9  | 21 | 29 | −8  |                                             |
| 19   | Gimnasia y Esgrima | 23 | 23 | 6  | 5  | 12 | 22 | 23 | −1  |                                             |
| 20   | Patronato          | 23 | 23 | 5  | 8  | 10 | 22 | 34 | −12 |                                             |
| 21   | Huracán            | 22 | 23 | 5  | 7  | 11 | 17 | 27 | −10 |                                             |
| 22   | Aldosivi           | 22 | 23 | 6  | 4  | 13 | 20 | 35 | −15 |                                             |
| 23   | Colón              | 18 | 23 | 5  | 3  | 15 | 17 | 39 | −22 |                                             |
| 24   | Godoy Cruz         | 18 | 23 | 6  | 0  | 17 | 22 | 46 | −24 |                                             |

Fonte: AFA, SAF e CONMEBOL

## Resultados
| 26 de julho de 2019 | Racing | 0 – 0     | Unión | Avellaneda                                          |  |
| 21:00 (UTC−3)       |        | Relatório |       | Estádio: Presidente Perón Árbitro: Nicolás Lamolina |  |

| 27 de julho de 2019 | Colón | 0 – 1     | Patronato     | Santa Fé                                                           |  |
| 13:15 (UTC−3)       |       | Relatório | - 33' Chimino | Estádio: Brigadier General Estanislao López Árbitro: Silvio Trucco |  |

| 27 de julho de 2019 | San Lorenzo                               | 3 – 2     | Godoy Cruz                  | Buenos Aires                                   |  |
| 15:30 (UTC−3)       | - Barrios 4' - Lucchetti 72' - Blandi 90' | Relatório | - 52' Badaloni - 56' Franco | Estádio: Pedro Bidegain Árbitro: Andrés Merlos |  |

| 27 de julho de 2019 | Lanús         | 1 – 1     | Gimnasia y Esgrima (LP) | Lanús                                           |  |
| 17:45 (UTC−3)       | - Valenti 20' | Relatório | - 59' García            | Estádio: Ciudad de Lanús Árbitro: Darío Herrera |  |

| 27 de julho de 2019 | Argentinos Juniors | 1 – 1     | River Plate  | Buenos Aires                                                |  |
| 20:00 (UTC−3)       | - Batallini 19'    | Relatório | - 84' Guardo | Estádio: Diego Armando Maradona Árbitro: Fernando Rapallini |  |

| 28 de julho de 2019 | Estudiantes (LP) | 1 – 0     | Aldosivi | La Plata                                               |  |
| 11:00 (UTC−3)       | - Schunke 43'    | Relatório |          | Estádio: Ciudad de La Plata Árbitro: Fernando Espinoza |  |

| 28 de julho de 2019 | Newell's Old Boys                | 2 – 0     | Central Córdoba (SdE) | Rosário                                        |  |
| 13:15 (UTC−3)       | - Rodríguez 44' - Albertengo 95' | Relatório |                       | Estádio: Marcelo Bielsa Árbitro: Facundo Tello |  |

| 28 de julho de 2019 | Talleres (C)   | 1 – 0     | Vélez Sarsfield | Córdoba                                            |  |
| 15:30 (UTC−3)       | - Menéndez 70' | Relatório |                 | Estádio: Mario Alberto Kempes Árbitro: Ariel Penel |  |

| 28 de julho de 2019 | Defensa y Justicia | 0 – 1     | Independiente  | Florencio Varela                                       |  |
| 17:45 (UTC−3)       |                    | Relatório | - 32' Palacios | Estádio: Norberto Tomaghello Árbitro: Patricio Loustau |  |

| 28 de julho de 2019 | Boca Juniors | 0 – 0     | Huracán | Buenos Aires                                      |  |
| 20:00 (UTC−3)       |              | Relatório |         | Estádio: Alberto José Armando Árbitro: Diego Abal |  |

| 29 de julho de 2019 | Arsenal          | 1 – 0     | Banfield | Sarandí                                                      |  |
| 19:00 (UTC−3)       | - Rescaldani 43' | Relatório |          | Estádio: Julio Humberto Grondona Árbitro: Hernán Mastrángelo |  |

| 29 de julho de 2019 | Atlético Tucumán | 1 – 2     | Rosário Central          | Tucumán                                     |  |
| 21:10 (UTC−3)       | - Lucero 54'     | Relatório | - 27' Aragallo - 66' Gil | Estádio: José Fierro Árbitro: Néstor Pitana |  |

| 2 de agosto de 2019 | Huracán                      | 2 – 0     | Colón | Buenos Aires                                           |  |
| 21:00 (UTC−3)       | - Gómez 60' - Coniglio 90+1' | Relatório |       | Estádio: Tomás Adolfo Ducó Árbitro: Hernán Mastrángelo |  |

| 3 de agosto de 2019 | Aldosivi | 0 – 0     | Argentinos Juniors | Mar del Plata                                   |  |
| 13:15 (UTC−3)       |          | Relatório |                    | Estádio: José María Minella Árbitro: Diego Abal |  |

| 3 de agosto de 2019 | Rosário Central | 1 – 0     | Talleres (C) | Rosário                                             |  |
| 15:30 (UTC−3)       | - Zabala 76'    | Relatório |              | Estádio: Gigante de Arroyito Árbitro: Facundo Tello |  |

| 3 de agosto de 2019 | Central Córdoba (SdE) | 1 – 0     | Atlético Tucumán | Santiago del Estero                                |  |
| 17:45 (UTC−3)       | - Femia 2'            | Relatório |                  | Estádio: Alfredo Terrera Árbitro: Pablo Echavarría |  |

| 3 de agosto de 2019 | Vélez Sarsfield              | 2 – 2     | Racing                       | Buenos Aires                                    |  |
| 20:00 (UTC−3)       | - Domínguez 33' - Romero 41' | Relatório | - 57' Domínguez - 87' Pillud | Estádio: José Amalfitani Árbitro: Néstor Pitana |  |

| 4 de agosto de 2019 | Unión                   | 2 – 1     | Defensa y Justicia | Santa Fé                                    |  |
| 11:00 (UTC−3)       | - Bou 32' - Andrade 55' | Relatório | - 46' Márquez      | Estádio: 15 de Abril Árbitro: Dario Herrera |  |

| 4 de agosto de 2019 | Gimnasia y Esgrima | 0 – 1     | San Lorenzo  | La Plata                                                 |  |
| 13:15 (UTC−3)       |                    | Relatório | - 78' Pittón | Estádio: Juan Carmelo Zerillo Árbitro: Fernando Espinoza |  |

| 4 de agosto de 2019 | Banfield      | 1 – 0     | Estudiantes (LP) | Banfield                                        |  |
| 15:30 (UTC−3)       | - Bertolo 44' | Relatório |                  | Estádio: Florencio Sola Árbitro: Nazareno Arasa |  |

| 4 de agosto de 2019 | River Plate                                 | 3 – 0     | Lanús | Buenos Aires                                              |  |
| 17:45 (UTC−3)       | - Rafael Santos Borré 22' - Suárez 29', 86' | Relatório |       | Estádio: Antonio Vespucio Liberti Árbitro: Germán Delfino |  |

| 4 de agosto de 2019 | Patronato | 0 – 2     | Boca Juniors            | Paraná                                                                  |  |
| 20:00 (UTC−3)       |           | Relatório | - 8' Salvio - 15' Tévez | Estádio: Presbítero Bartolomé Grella Árbitro: Fernando Andrés Rapallini |  |

| 5 de agosto de 2019 | Godoy Cruz | 0 – 2     | Arsenal                      | Mendoza                                                |  |
| 21:10 (UTC−3)       |            | Relatório | - 11' Giménez - 90+2' Soñora | Estádio: Malvinas Argentinas Árbitro: Patricio Loustau |  |

| 14 de dezembro de 2019 | Independiente | 2 – 3     | Newell's Old Boys | Avellaneda                                               |  |
| 19:10 (UTC−3)          |               | Relatório |                   | Estádio: Libertadores de América Árbitro: Mauro Vigliano |  |
| Nota: Adiado.          |               |           |                   |                                                          |  |

| 16 de agosto de 2019 | Argentinos Juniors                      | 3 – 2     | Banfield                   | Buenos Aires                                           |  |
| 19:00 (UTC−3)        | - Batallin 21' - Lollo 44' - Hauche 69' | Relatório | - 65' Vittor - 89' Fontana | Estádio: Diego Armando Maradona Árbitro: Andrés Merlos |  |

| 16 de agosto de 2019 | Talleres (C) | 1 – 1     | Central Córdoba (SdE) | Córdoba                                                 |  |
| 21:10 (UTC−3)        | - Méndez 30' | Relatório | - 63' Alzugaray       | Estádio: Mario Alberto Kempes Árbitro: Nicolás Lamolina |  |

| 17 de agosto de 2019 | Newell's Old Boys              | 2 – 0     | Unión | Rosário                                      |  |
| 15:30 (UTC−3)        | - Nadalín 56' - Albertengo 82' | Relatório |       | Estádio: Marcelo Bielsa Árbitro: Ariel Penel |  |

| 17 de agosto de 2019 | San Lorenzo                  | 2 – 2     | Rosário Central        | Buenos Aires                                        |  |
| 17:45 (UTC−3)        | - Belluschi 22' - Pittón 41' | Relatório | - 11' Riaño - 20' Rius | Estádio: Pedro Bidegain Árbitro: Fernando Rapallini |  |

| 17 de agosto de 2019 | Racing              | 1 – 6     | River Plate                                                                 | Avellaneda                                          |  |
| 20:00 (UTC−3)        | - Augusto Solari 2' | Relatório | - 34', 36' Borré - 37' Suárez - 63' Fernández - 67' De La Cruz - 70' Scocco | Estádio: Presidente Perón Árbitro: Patricio Loustau |  |

| 18 de agosto de 2019 | Patronato                  | 2 – 1     | Huracán       | Paraná                                                       |  |
| 11:00 (UTC−3)        | - Ávalos 2' - Silveira 58' | Relatório | - 75' Briasco | Estádio: Presbítero Bartolomé Grella Árbitro: Germán Delfino |  |

| 18 de agosto de 2019 | Defensa y Justicia | 0 – 3     | Arsenal                               | Florencio Varela                                        |  |
| 15:30 (UTC−3)        |                    | Relatório | - 9' Parisi - 36' Suárez - 73' Soñora | Estádio: Norberto Tomaghello Árbitro: Fernando Espinoza |  |

| 18 de agosto de 2019 | Lanús                                  | 3 – 1     | Vélez Sarsfield | Lanús                                                    |  |
| 17:45 (UTC−3)        | - Gianetti 49' - Sand 55' - Orsini 89' | Relatório | - 49' Acosta    | Estádio: Ciudad de Lanús Árbitro: Facundo Tello Figueroa |  |

| 18 de agosto de 2019 | Boca Juniors             | 2 – 0     | Aldosivi | Buenos Aires                                        |  |
| 20:00 (UTC−3)        | - Tévez 34' - Salvio 77' | Relatório |          | Estádio: Alberto J. Armando Árbitro: Mauro Vigliano |  |

| 19 de agosto de 2019 | Atlético Tucumán | 1 – 0     | Godoy Cruz | Tucumán                                     |  |
| 15:30 (UTC−3)        | - Bianchi 86'    | Relatório |            | Estádio: José Fierro Árbitro: Darío Herrera |  |

| 19 de agosto de 2019 | Colón               | 2 – 1     | Gimnasia y Esgrima (LP) | Santa Fé                                                          |  |
| 17:45 (UTC−3)        | - Morelo 40', 90+3' | Relatório | - 53' Velázquez         | Estádio: Brigadier General Estanislao López Árbitro: Jorge Baliño |  |

| 19 de agosto de 2019 | Estudiantes (LP)                           | 3 – 0     | Independiente | La Plata                                           |  |
| 20:00 (UTC−3)        | - González 47' - García 71' - Kalinski 82' | Relatório |               | Estádio: Ciudad de La Plata Árbitro: Néstor Pitana |  |

| 23 de agosto de 2019 | Arsenal | 0 – 2     | San Lorenzo                | Sarandí                                                          |  |
| 21:00 (UTC−3)        |         | Relatório | - 32' Ramírez - 43' Blandi | Estádio: Julio Humberto Grondona Árbitro: Facundo Tello Figueroa |  |

| 24 de agosto de 2019 | Gimnasia y Esgrima (LP) | 0 – 1     | Defensa y Justicia | La Plata                                             |  |
| 13:15 (UTC−3)        |                         | Relatório | - 72' Delgado      | Estádio: Juan Carmelo Zerillo Árbitro: Andrés Merlos |  |

| 24 de agosto de 2019 | Vélez Sarsfield                   | 3 – 1     | Newell's Old Boys | Buenos Aires                                     |  |
| 15:30 (UTC−3)        | - Domínguez 28', 61' - Janson 70' | Relatório | - Rodríguez 70'   | Estádio: José Amalfitani Árbitro: Germán Delfino |  |

| 24 de agosto de 2019 | Rosário Central | 1 – 1     | Patronato    | Rosário                                                  |  |
| 17:45 (UTC−3)        | - Lovera 32'    | Relatório | - 64' Chicco | Estádio: Gigante de Arroyito Árbitro: Hernán Mastrángelo |  |

| 24 de agosto de 2019 | Independiente                | 2 – 0     | Colón | Avellaneda                                           |  |
| 20:00 (UTC−3)        | - Acevedo 11' - Romero 90+3' | Relatório |       | Estádio: Libertadores de América Árbitro: Diego Abal |  |

| 25 de agosto de 2019 | Godoy Cruz                   | 2 – 1     | Estudiantes (LP) | Mendoza                                                |  |
| 11:00 (UTC−3)        | - García 56' - Henríquez 64' | Relatório | - 14' González   | Estádio: Malvinas Argentinas Árbitro: Pablo Echavarría |  |

| 25 de agosto de 2019 | Unión       | 1 – 2     | Lanús                     | Santa Fé                                        |  |
| 13:15 (UTC−3)        | - Gómez 73' | Relatório | - 27' Auzqui - 57' Acosta | Estádio: 15 de Abril Árbitro: Fernando Espinoza |  |

| 25 de agosto de 2019 | Central Córdoba (SdE) | 0 – 0     | Racing | Santiago del Estero                              |  |
| 15:30 (UTC−3)        |                       | Relatório |        | Estádio: Alfredo Terrera Árbitro: Mauro Vigliano |  |

| 25 de agosto de 2019 | River Plate | 0 – 1     | Talleres (C) | Buenos Aires                                             |  |
| 17:45 (UTC−3)        |             | Relatório | - 63' Bustos | Estádio: Antonio Vespucio Liberti Árbitro: Néstor Pitana |  |

| 25 de agosto de 2019 | Banfield | 0 – 1     | Boca Juniors | Banfield                                            |  |
| 20:00 (UTC−3)        |          | Relatório | - 1' Soldano | Estádio: Florencio Sola Árbitro: Fernando Echenique |  |

| 26 de agosto de 2019 | Aldosivi                              | 3 – 0     | Atlético Tucumán | Mar del Plata                                      |  |
| 19:00 (UTC−3)        | - Acosta 58' - Solís 65' - Ruiz 90+3' | Relatório |                  | Estádio: José María Minella Árbitro: Silvio Trucco |  |

| 26 de agosto de 2019 | Huracán | 0 – 0     | Argentinos Juniors | Buenos Aires                                         |  |
| 21:10 (UTC−3)        |         | Relatório |                    | Estádio: Tomás Adolfo Ducó Árbitro: Patricio Loustau |  |

| 30 de agosto de 2019 | Lanús                     | 1 – 0     | Central Córdoba (SdE) | Lanús                                                |  |
| 19:00 (UTC−3)        | - Auzqui Predefinição:GOL | Relatório |                       | Estádio: Ciudad de Lanús Árbitro: Hernán Mastrángelo |  |

| 30 de agosto de 2019 | Estudiantes (LP) | 0 – 1     | Vélez Sarsfield | La Plata                                              |  |
| 21:10 (UTC−3)        |                  | Relatório | - 6' Robertone  | Estádio: Ciudad de La Plata Árbitro: Patricio Loustau |  |

| 30 de agosto de 2019 | Defensa y Justicia | 0 – 0     | Banfield | Florencio Varela                                    |  |
| 21:10 (UTC−3)        |                    | Relatório |          | Estádio: Norberto Tomaghello Árbitro: Darío Herrera |  |

| 31 de agosto de 2019 | Argentinos Juniors | 1 – 0     | Gimnasia y Esgrima (LP) | Buenos Aires                                                    |  |
| 13:15 (UTC−3)        | - Miljevic 11'     | Relatório |                         | Estádio: Diego Armando Maradona Árbitro: Facundo Tello Figueroa |  |

| 31 de agosto de 2019 | San Lorenzo              | 2 – 1     | Unión           | Buenos Aires                                      |  |
| 15:30 (UTC−3)        | - Romero 3' - Pittón 19' | Relatório | - 37' Bonifacio | Estádio: Pedro Bidegain Árbitro: Nicolás Lamolina |  |

| 31 de agosto de 2019 | Patronato   | 1 – 0     | Independiente | Paraná                                                      |  |
| 17:45 (UTC−3)        | - Comas 35' | Relatório |               | Estádio: Presbítero Bartolomé Grella Árbitro: Silvio Trucco |  |

| 31 de agosto de 2019 | Racing                                       | 3 – 1     | Godoy Cruz   | Avellaneda                                        |  |
| 21:00 (UTC−3)        | - Cvitanich 32' - López 42' - González 45+1' | Relatório | - 37' García | Estádio: Presidente Perón Árbitro: Germán Delfino |  |

| 1 de setembro de 2019 | Colón          | 1 – 1     | Rosário Central     | Santa Fé                                                               |  |
| 11:00 (UTC−3)         | - Aliendro 18' | Relatório | - 40' Claudio Riaño | Estádio: Brigadier General Estanislao López Árbitro: Fernando Espinoza |  |

| 1 de setembro de 2019 | Atlético Tucumán | 1 – 0     | Arsenal | Tucumán                                   |  |
| 11:00 (UTC−3)         | - Ortiz 19'      | Relatório |         | Estádio: José Fierro Árbitro: Ariel Penel |  |

| 1 de setembro de 2019 | Newell's Old Boys                            | 4 – 1     | Huracán        | Rosário                                        |  |
| 13:15 (UTC−3)         | - Formica 5' - Lema 32', 90' - Gabrielli 68' | Relatório | - 28' Coniglio | Estádio: Marcelo Bielsa Árbitro: Néstor Pitana |  |

| 1 de setembro de 2019 | Talleres (C)                | 2 – 1     | Aldosivi   | Córdoba                                              |  |
| 13:15 (UTC−3)         | - Bustos 16' - Menéndez 36' | Relatório | - 1' Solís | Estádio: Mario Alberto Kempes Árbitro: Andrés Merlos |  |

| 1 de setembro de 2019 | River Plate | 0 – 0     | Boca Juniors | Buenos Aires                                                  |  |
| 17:00 (UTC−3)         |             | Relatório |              | Estádio: Antonio Vespucio Liberti Árbitro: Fernando Rapallini |  |

| 14 de setembro de 2019 | Arsenal | 4 – 1     | Unión | Sarandí                          |  |
| 13:15 (UTC−3)          |         | Relatório |       | Estádio: Julio Humberto Grondona |  |

| 14 de setembro de 2019 | Central Córdoba (SdE) | 1 – 2     | Defensa y Justicia | Santiago del Estero      |  |
| 15:30 (UTC−3)          |                       | Relatório |                    | Estádio: Alfredo Terrera |  |

| 14 de setembro de 2019 | Godoy Cruz | 0 – 1     | Argentinos Juniors | Mendoza                      |  |
| 15:30 (UTC−3)          |            | Relatório |                    | Estádio: Malvinas Argentinas |  |

| 14 de setembro de 2019 | Colón | 2 – 1     | San Lorenzo | Santa Fé                                    |  |
| 17:45 (UTC−3)          |       | Relatório |             | Estádio: Brigadier General Estanislao López |  |

| 14 de setembro de 2019 | Huracán | 0 – 4     | River Plate | Buenos Aires               |  |
| 20:00 (UTC−3)          |         | Relatório |             | Estádio: Tomás Adolfo Ducó |  |

| 15 de setembro de 2019 | Gimnasia y Esgrima (LP) | 1 – 2     | Racing | La Plata                      |  |
| 11:00 (UTC−3)          |                         | Relatório |        | Estádio: Juan Carmelo Zerillo |  |

| 15 de setembro de 2019 | Banfield | 0 – 1     | Talleres (C) | Banfield                |  |
| 13:15 (UTC−3)          |          | Relatório |              | Estádio: Florencio Sola |  |

| 15 de setembro de 2019 | Rosário Central | 1 – 1     | Newell's Old Boys | Rosário                      |  |
| 15:30 (UTC−3)          |                 | Relatório |                   | Estádio: Gigante de Arroyito |  |

| 15 de setembro de 2019 | Independiente | 2 – 2     | Lanús | Avellaneda                       |  |
| 11:45 (UTC−3)          |               | Relatório |       | Estádio: Libertadores de América |  |

| 15 de setembro de 2019 | Boca Juniors | 1 – 0     | Estudiantes (LP) | Buenos Aires                  |  |
| 20:00 (UTC−3)          |              | Relatório |                  | Estádio: Alberto José Armando |  |

| 16 de setembro de 2019 | Aldosivi | 1 – 1     | Patronato | Mar del Plata               |  |
| 19:00 (UTC−3)          |          | Relatório |           | Estádio: José María Minella |  |

| 16 de setembro de 2019 | Vélez Sarsfield | 1 – 0     | Atlético Tucumán | Buenos Aires             |  |
| 21:10 (UTC−3)          |                 | Relatório |                  | Estádio: José Amalfitani |  |

| 20 de setembro de 2019 | Unión | 0 – 0     | Rosário Central | Santa Fé             |  |
| 19:00 (UTC−3)          |       | Relatório |                 | Estádio: 15 de Abril |  |

| 20 de setembro de 2019 | Argentinos Juniors | 3 – 1     | Central Córdoba (SdE) | Buenos Aires                    |  |
| 21:10 (UTC−3)          |                    | Relatório |                       | Estádio: Diego Armando Maradona |  |

| 21 de setembro de 2019 | Estudiantes (LP) | 1 – 0     | Patronato | La Plata                    |  |
| 13:15 (UTC−3)          |                  | Relatório |           | Estádio: Ciudad de La Plata |  |

| 21 de setembro de 2019 | Defensa y Justicia | 0 – 1     | Huracán | Florencio Varela             |  |
| 15:30 (UTC−3)          |                    | Relatório |         | Estádio: Norberto Tomaghello |  |

| 21 de setembro de 2019 | San Lorenzo | 0 – 2     | Boca Juniors | Buenos Aires            |  |
| 17:45 (UTC−3)          |             | Relatório |              | Estádio: Pedro Bidegain |  |

| 21 de setembro de 2019 | Atlético Tucumán | 0 – 1     | Independiente | Tucumán              |  |
| 20:00 (UTC−3)          |                  | Relatório |               | Estádio: José Fierro |  |

| 22 de setembro de 2019 | Newell's Old Boys | 2 – 0     | Aldosivi | Rosário                 |  |
| 11:00 (UTC−3)          |                   | Relatório |          | Estádio: Marcelo Bielsa |  |

| 22 de setembro de 2019 | Godoy Cruz | 0 – 2     | Banfield | Mendoza                      |  |
| 13:15 (UTC−3)          |            | Relatório |          | Estádio: Malvinas Argentinas |  |

| 22 de setembro de 2019 | Lanús | 3 – 2     | Colón | Lanús                    |  |
| 15:30 (UTC−3)          |       | Relatório |       | Estádio: Ciudad de Lanús |  |

| 22 de setembro de 2019 | Racing | 2 – 1     | Arsenal | Avellaneda                |  |
| 17:45 (UTC−3)          |        | Relatório |         | Estádio: Presidente Perón |  |

| 22 de setembro de 2019 | River Plate | 1 – 2     | Vélez Sarsfield | Buenos Aires                      |  |
| 20:00 (UTC−3)          |             | Relatório |                 | Estádio: Antonio Vespucio Liberti |  |

| 23 de setembro de 2019 | Talleres (C) | 2 – 1     | Gimnasia y Esgrima | Córdoba                       |  |
| 21:00 (UTC−3)          |              | Relatório |                    | Estádio: Mario Alberto Kempes |  |

| 27 de setembro de 2019 | Aldosivi | 1 – 2     | Unión | Mar del Plata               |  |
| 19:00 (UTC−3)          |          | Relatório |       | Estádio: José María Minella |  |

| 27 de setembro de 2019 | Patronato | 1 – 1     | Lanús | Paraná                               |  |
| 21:10 (UTC−3)          |           | Relatório |       | Estádio: Presbítero Bartolomé Grella |  |

| 28 de setembro de 2019 | Arsenal | 3 – 0     | Estudiantes (LP) | Sarandí                          |  |
| 15:30 (UTC−3)          |         | Relatório |                  | Estádio: Julio Humberto Grondona |  |

| 28 de setembro de 2019 | Gimnasia y Esgrima | 0 – 2     | River Plate | La Plata                      |  |
| 17:45 (UTC−3)          |                    | Relatório |             | Estádio: Juan Carmelo Zerillo |  |

| 28 de setembro de 2019 | Boca Juniors | 1 – 1     | Newell's Old Boys | Buenos Aires                |  |
| 20:00 (UTC−3)          |              | Relatório |                   | Estádio: Alberto J. Armando |  |

| 29 de setembro de 2019 | Banfield | 0 – 1     | San Lorenzo | Banfield                |  |
| 11:00 (UTC−3)          |          | Relatório |             | Estádio: Florencio Sola |  |

| 29 de setembro de 2019 | Huracán | 0 – 0     | Atlético Tucumán | Buenos Aires               |  |
| 13:15 (UTC−3)          |         | Relatório |                  | Estádio: Tomás Adolfo Ducó |  |

| 29 de setembro de 2019 | Vélez Sarsfield | 0 – 1     | Defensa y Justicia | Buenos Aires             |  |
| 15:30 (UTC−3)          |                 | Relatório |                    | Estádio: José Amalfitani |  |

| 29 de setembro de 2019 | Rosário Central | 1 – 1     | Racing | Rosário                      |  |
| 17:45 (UTC−3)          |                 | Relatório |        | Estádio: Gigante de Arroyito |  |

| 29 de setembro de 2019 | Independiente | 3 – 2     | Talleres (C) | Avellaneda                       |  |
| 20:00 (UTC−3)          |               | Relatório |              | Estádio: Libertadores de América |  |

| 30 de setembro de 2019 | Central Córdoba (SdE) | 1 – 0     | Godoy Cruz | Santiago del Estero      |  |
| 19:00 (UTC−3)          |                       | Relatório |            | Estádio: Alfredo Terrera |  |

| 30 de setembro de 2019 | Colón | 1 – 0     | Argentinos Juniors | Santa Fé                                    |  |
| 21:10 (UTC−3)          |       | Relatório |                    | Estádio: Brigadier General Estanislao López |  |

| 4 de outubro de 2019 | Newell's Old Boys | 0 – 0     | Banfield | Rosário                                           |  |
| 19:00 (UTC−3)        |                   | Relatório |          | Estádio: Marcelo Bielsa Árbitro: Nicolás Lamolina |  |

| 4 de outubro de 2019 | Atlético Tucumán                        | 2 – 1     | Talleres (C)          | Tucumán                                      |  |
| 21:10 (UTC−3)        | - Leandro Díaz 32' - Ramiro Carrera 80' | Relatório | - 90+2' Nahuel Bustos | Estádio: José Fierro Árbitro: Nazareno Arasa |  |

| 5 de outubro de 2019 | Argentinos Juniors                              | 2 – 1     | Arsenal              | Buenos Aires                                               |  |
| 13:15 (UTC−3)        | - Francis Mac Allister 14' - Gabriel Hauche 75' | Relatório | - 7' Ezequiel Cérica | Estádio: Diego Armando Maradona Árbitro: Fernando Espinoza |  |

| 5 de outubro de 2019 | Godoy Cruz               | 2 – 4     | Gimnasia y Esgrima (LP)                                       | Mendoza                                             |  |
| 13:15 (UTC−3)        | - Juan Brunetta 44', 60' | Relatório | - 1' Juan Brunetta - 43', 82' Víctor Ayala - 86' Ariel García | Estádio: Malvinas Argentinas Árbitro: Darío Herrera |  |

| 5 de outubro de 2019 | San Lorenzo        | 1 – 4     | Central Córdoba (SdE)                                                     | Buenos Aires                                   |  |
| 15:30 (UTC−3)        | - Bruno Pittón 68' | Relatório | - 31' Jonathan Herrera - 71', 90+1' Lisandro Alzugaray - 86' Marcelo Meli | Estádio: Pedro Bidegain Árbitro: Néstor Pitana |  |

| 5 de outubro de 2019 | Estudiantes (LP) | 0 – 0     | Huracán | La Plata                                                    |  |
| 17:45 (UTC−3)        |                  | Relatório |         | Estádio: Ciudad de La Plata Árbitro: Facundo Tello Figueroa |  |

| 5 de outubro de 2019 | Racing                                       | 2 – 0     | Aldosivi | Avellaneda                                        |  |
| 20:00 (UTC−3)        | - Jonatan Cristaldo 33' - Lisandro López 57' | Relatório |          | Estádio: Presidente Perón Árbitro: Mauro Vigliano |  |

| 6 de outubro de 2019 | Vélez Sarsfield                              | 2 – 0     | Independiente | Buenos Aires                                     |  |
| 11:00 (UTC−3)        | - Maximiliano Romero 27' - Thiago Almada 75' | Relatório |               | Estádio: José Amalfitani Árbitro: Germán Delfino |  |

| 6 de outubro de 2019 | Lanús           | 1 – 1     | Rosário Central      | Lanús                                        |  |
| 13:15 (UTC−3)        | - José Sand 56' | Relatório | - 64' Matías Caruzzo | Estádio: Ciudad de Lanús Árbitro: Diego Abal |  |

| 6 de outubro de 2019 | Unión                 | 1 – 0     | Colón | Santa Fé                                       |  |
| 15:30 (UTC−3)        | - Nicolás Mazzola 54' | Relatório |       | Estádio: 15 de Abril Árbitro: Patricio Loustau |  |

| 6 de outubro de 2019 | River Plate                    | 2 – 0     | Patronato | Buenos Aires                                                  |  |
| 17:45 (UTC−3)        | - Rafael Santos Borré 56', 57' | Relatório |           | Estádio: Antonio Vespucio Liberti Árbitro: Fernando Echenique |  |

| 6 de outubro de 2019 | Defensa y Justicia | 0 – 1     | Boca Juniors           | Florencio Varela                                       |  |
| 20:00 (UTC−3)        |                    | Relatório | - 18' Agustín Almendra | Estádio: Norberto Tomaghello Árbitro: Pablo Echavarría |  |

| 18 de outubro de 2019 | Arsenal | 3 – 3     | River Plate | Sarandí                          |  |
| 19:00 (UTC−3)         |         | Relatório |             | Estádio: Julio Humberto Grondona |  |

| 18 de outubro de 2019 | Boca Juniors | 0 – 1     | Racing | Buenos Aires                  |  |
| 17:45 (UTC−3)         |              | Relatório |        | Estádio: Alberto José Armando |  |

| 19 de outubro de 2019 | Banfield | 1 – 2     | Atlético Tucumán | Banfield                |  |
| 13:15 (UTC−3)         |          | Relatório |                  | Estádio: Florencio Sola |  |

| 19 de outubro de 2019 | Independiente | 0 – 1     | Argentinos Juniors | Avellaneda                       |  |
| 15:30 (UTC−3)         |               | Relatório |                    | Estádio: Libertadores de América |  |

| 19 de outubro de 2019 | Patronato | 1 – 3     | Newell's Old Boys | Paraná                               |  |
| 17:45 (UTC−3)         |           | Relatório |                   | Estádio: Presbítero Bartolomé Grella |  |

| 19 de outubro de 2019 | Talleres (C) | 2 – 4     | Lanús | Córdoba                       |  |
| 20:00 (UTC−3)         |              | Relatório |       | Estádio: Mario Alberto Kempes |  |

| 20 de outubro de 2019 | Aldosivi | 1 – 0     | Defensa y Justicia | Mar del Plata               |  |
| 11:00 (UTC−3)         |          | Relatório |                    | Estádio: José María Minella |  |

| 20 de outubro de 2019 | Gimnasia y Esgrima (LP) | 0 – 1     | Unión | La Plata                      |  |
| 13:15 (UTC−3)         |                         | Relatório |       | Estádio: Juan Carmelo Zerillo |  |

| 20 de outubro de 2019 | Huracán | 2 – 0     | San Lorenzo | Buenos Aires               |  |
| 15:30 (UTC−3)         |         | Relatório |             | Estádio: Tomás Adolfo Ducó |  |

| 20 de outubro de 2019 | Rosário Central | 0 – 1     | Vélez Sarsfield | Rosário                      |  |
| 17:45 (UTC−3)         |                 | Relatório |                 | Estádio: Gigante de Arroyito |  |

| 21 de outubro de 2019 | Central Córdoba (SdE) | 0 – 1     | Estudiantes (LP) | Santiago del Estero      |  |
| 19:00 (UTC−3)         |                       | Relatório |                  | Estádio: Alfredo Terrera |  |

| 21 de outubro de 2019 | Colón | 2 – 1     | Godoy Cruz | Santa Fé                                    |  |
| 21:20 (UTC−3)         |       | Relatório |            | Estádio: Brigadier General Estanislao López |  |

| 29 de outubro de 2019 | Godoy Cruz | 3 – 2     | Aldosivi | Mendoza                      |  |
| 15:00 (UTC−3)         |            | Relatório |          | Estádio: Malvinas Argentinas |  |

| 29 de outubro de 2019 | Estudiantes (LP) | 3 – 0     | Rosário Central | La Plata                    |  |
| 17:00 (UTC−3)         |                  | Relatório |                 | Estádio: Ciudad de La Plata |  |

| 29 de outubro de 2019 | Newell's Old Boys | 0 – 4     | Gimnasia y Esgrima (LP) | Rosário                 |  |
| 19:10 (UTC−3)         |                   | Relatório |                         | Estádio: Marcelo Bielsa |  |

| 29 de outubro de 2019 | Atlético Tucumán | 2 – 0     | Patronato | Tucumán              |  |
| 19:10 (UTC−3)         |                  | Relatório |           | Estádio: José Fierro |  |

| 29 de outubro de 2019 | River Plate | 2 – 1     | Colón | Buenos Aires                      |  |
| 19:10 (UTC−3)         |             | Relatório |       | Estádio: Antonio Vespucio Liberti |  |

| 30 de outubro de 2019 | Argentinos Juniors | 1 – 0     | Talleres (C) | Buenos Aires                    |  |
| 15:00 (UTC−3)         |                    | Relatório |              | Estádio: Diego Armando Maradona |  |

| 30 de outubro de 2019 | San Lorenzo | 1 – 3     | Defensa y Justicia | Buenos Aires            |  |
| 17:00 (UTC−3)         |             | Relatório |                    | Estádio: Pedro Bidegain |  |

| 30 de outubro de 2019 | Unión | 2 – 2     | Independiente | Santa Fé             |  |
| 19:10 (UTC−3)         |       | Relatório |               | Estádio: 15 de Abril |  |

| 30 de outubro de 2019 | Racing | 0 – 0     | Banfield | Avellaneda                |  |
| 21:20 (UTC−3)         |        | Relatório |          | Estádio: Presidente Perón |  |

| 31 de outubro de 2019 | Arsenal | 2 – 2     | Central Córdoba (SdE) | Sarandí                          |  |
| 17:00 (UTC−3)         |         | Relatório |                       | Estádio: Julio Humberto Grondona |  |

| 31 de outubro de 2019 | Vélez Sarsfield | 0 – 0     | Huracán | Buenos Aires             |  |
| 19:10 (UTC−3)         |                 | Relatório |         | Estádio: José Amalfitani |  |

| 31 de outubro de 2019 | Lanús | 2 – 1     | Boca Juniors | Lanús                    |  |
| 21:20 (UTC−3)         |       | Relatório |              | Estádio: Ciudad de Lanús |  |

| 2 de novembro de 2019 | Colón | 0 – 2     | Atlético Tucumán | Santa Fé                                    |  |
| 13:15 (UTC−3)         |       | Relatório |                  | Estádio: Brigadier General Estanislao López |  |

| 2 de novembro de 2019 | Gimnasia y Esgrima | 0 – 1     | Estudiantes (LP) | La Plata                      |  |
| 15:30 (UTC−3)         |                    | Relatório |                  | Estádio: Juan Carmelo Zerillo |  |

| 2 de novembro de 2019 | Rosário Central | 5 – 2     | Godoy Cruz | Rosário                      |  |
| 17:45 (UTC−3)         |                 | Relatório |            | Estádio: Gigante de Arroyito |  |

| 2 de novembro de 2019 | Aldosivi | 1 – 2     | River Plate | Mar del Plata               |  |
| 20:00 (UTC−3)         |          | Relatório |             | Estádio: José María Minella |  |

| 3 de novembro de 2019 | Boca Juniors | 5 – 1     | Arsenal | Buenos Aires                  |  |
| 11:00 (UTC−3)         |              | Relatório |         | Estádio: Alberto José Armando |  |

| 3 de novembro de 2019 | Banfield | 3 – 3     | Unión | Banfield                |  |
| 13:15 (UTC−3)         |          | Relatório |       | Estádio: Florencio Sola |  |

| 3 de novembro de 2019 | Talleres (C) | 1 – 0     | Newell's Old Boys | Córdoba                       |  |
| 15:30 (UTC−3)         |              | Relatório |                   | Estádio: Mario Alberto Kempes |  |

| 3 de novembro de 2019 | Patronato | 1 – 1     | Racing | Paraná                             |  |
| 17:45 (UTC−3)         |           | Relatório |        | Árbitro: Fernando Andrés Rapallini |  |

| 3 de novembro de 2019 | Independiente | 2 – 1     | San Lorenzo | Avellaneda                       |  |
| 20:00 (UTC−3)         |               | Relatório |             | Estádio: Libertadores de América |  |

| 4 de novembro de 2019 | Defensa y Justicia | 0 – 0     | Argentinos Juniors | Florencio Varela             |  |
| 19:00 (UTC−3)         |                    | Relatório |                    | Estádio: Norberto Tomaghello |  |

| 4 de novembro de 2019 | Huracán | 0 – 1     | Lanús | Buenos Aires               |  |
| 21:10 (UTC−3)         |         | Relatório |       | Estádio: Tomás Adolfo Ducó |  |

| 4 de novembro de 2019 | Central Córdoba (SdE) | 0 – 0     | Vélez Sarsfield | Santiago del Estero      |  |
| 21:10 (UTC−3)         |                       | Relatório |                 | Estádio: Alfredo Terrera |  |

| 8 de novembro de 2019 | Estudiantes (LP) | 1 – 0     | Talleres (C) | La Plata                    |  |
| 19:00 (UTC−3)         |                  | Relatório |              | Estádio: Ciudad de La Plata |  |

| 9 de novembro de 2019 | Unión | 0 – 1     | Atlético Tucumán | Santa Fé             |  |
| 15:30 (UTC−3)         |       | Relatório |                  | Estádio: 15 de Abril |  |

| 9 de novembro de 2019 | Lanús | 0 – 1     | Banfield | Lanús                    |  |
| 15:30 (UTC−3)         |       | Relatório |          | Estádio: Ciudad de Lanús |  |

| 9 de novembro de 2019 | San Lorenzo | 3 – 0     | Argentinos Juniors | Buenos Aires            |  |
| 17:45 (UTC−3)         |             | Relatório |                    | Estádio: Pedro Bidegain |  |

| 9 de novembro de 2019 | Godoy Cruz | 1 – 2     | Independiente | Mendoza                      |  |
| 20:00 (UTC−3)         |            | Relatório |               | Estádio: Malvinas Argentinas |  |

| 9 de novembro de 2019 | Central Córdoba (SdE) | 3 – 2     | Patronato | Santiago del Estero      |  |
| 21:10 (UTC−3)         |                       | Relatório |           | Estádio: Alfredo Terrera |  |

| 10 de novembro de 2019 | River Plate | 0 – 1     | Rosário Central | Buenos Aires                      |  |
| 11:00 (UTC−3)          |             | Relatório |                 | Estádio: Antonio Vespucio Liberti |  |

| 10 de novembro de 2019 | Aldosivi | 0 – 3     | Gimnasia y Esgrima (LP) | Mar del Plata               |  |
| 13:15 (UTC−3)          |          | Relatório |                         | Estádio: José María Minella |  |

| 10 de novembro de 2019 | Newell's Old Boys | 2 – 0     | Defensa y Justicia | Rosário                 |  |
| 15:30 (UTC−3)          |                   | Relatório |                    | Estádio: Marcelo Bielsa |  |

| 10 de novembro de 2019 | Racing | 1 – 0     | Huracán | Avellaneda                |  |
| 17:45 (UTC−3)          |        | Relatório |         | Estádio: Presidente Perón |  |

| 10 de novembro de 2019 | Vélez Sarsfield | 0 – 0     | Boca Juniors | Buenos Aires             |  |
| 20:00 (UTC−3)          |                 | Relatório |              | Estádio: José Amalfitani |  |

| 13 de dezembro de 2019 | Arsenal | 2 – 1     | Colón | Sarandí                          |  |
| 21:10 (UTC−3)          |         | Relatório |       | Estádio: Julio Humberto Grondona |  |
| Nota: Adiado.          |         |           |       |                                  |  |

| 23 de novembro de 2019 | Huracán | 1 – 1     | Central Córdoba (SdE) | Buenos Aires               |  |
| 19:40 (UTC−3)          |         | Relatório |                       | Estádio: Tomás Adolfo Ducó |  |

| 23 de novembro de 2019 | Defensa y Justicia | 2 – 0     | Lanús | Florencio Varela             |  |
| 19:40 (UTC−3)          |                    | Relatório |       | Estádio: Norberto Tomaghello |  |

| 23 de novembro de 2019 | Atlético Tucumán | 2 – 2     | San Lorenzo | Tucumán              |  |
| 21:45 (UTC−3)          |                  | Relatório |             | Estádio: José Fierro |  |

| 24 de novembro de 2019 | Boca Juniors | 2 – 0     | Unión | Buenos Aires                  |  |
| 17:10 (UTC−3)          |              | Relatório |       | Estádio: Alberto José Armando |  |

| 24 de novembro de 2019 | Gimnasia y Esgrima | 0 – 1     | Arsenal | La Plata                      |  |
| 19:40 (UTC−3)          |                    | Relatório |         | Estádio: Juan Carmelo Zerillo |  |

| 24 de novembro de 2019 | Banfield | 1 – 0     | Vélez Sarsfield | Banfield                |  |
| 19:40 (UTC−3)          |          | Relatório |                 | Estádio: Florencio Sola |  |

| 24 de novembro de 2019 | Talleres (C) | 3 – 3     | Racing | Córdoba                       |  |
| 21:45 (UTC−3)          |              | Relatório |        | Estádio: Mario Alberto Kempes |  |

| 25 de novembro de 2019 | Colón | 3 – 2     | Estudiantes (LP) | Santa Fé                                    |  |
| 19:00 (UTC−3)          |       | Relatório |                  | Estádio: Brigadier General Estanislao López |  |

| 25 de novembro de 2019 | Patronato | 0 – 2     | Godoy Cruz | Paraná                               |  |
| 19:00 (UTC−3)          |           | Relatório |            | Estádio: Presbítero Bartolomé Grella |  |

| 25 de novembro de 2019 | Argentinos Juniors | 1 – 0     | Newell's Old Boys | Buenos Aires                    |  |
| 21:10 (UTC−3)          |                    | Relatório |                   | Estádio: Diego Armando Maradona |  |

| 25 de novembro de 2019 | Rosário Central | 5 – 1     | Aldosivi | Rosário                      |  |
| 21:10 (UTC−3)          |                 | Relatório |          | Estádio: Gigante de Arroyito |  |

| 19 de janeiro de 2020 | Independiente | 1 – 2     | River Plate | Avellaneda                       |  |
| 19:10 (UTC−3)         |               | Relatório |             | Estádio: Libertadores de América |  |

| 29 de novembro de 2019 | Banfield | 1 – 1     | Gimnasia y Esgrima (LP) | Banfield                |  |
| 19:00 (UTC−3)          |          | Relatório |                         | Estádio: Florencio Sola |  |

| 29 de novembro de 2019 | Racing | 1 – 1     | Defensa y Justicia | Avellaneda                |  |
| 21:10 (UTC−3)          |        | Relatório |                    | Estádio: Presidente Perón |  |

| 30 de novembro de 2019 | Estudiantes (LP) | 1 – 1     | Atlético Tucumán | La Plata                    |  |
| 17:35 (UTC−3)          |                  | Relatório |                  | Estádio: Jorge Luis Hirschi |  |

| 30 de novembro de 2019 | Boca Juniors | 1 – 1     | Argentinos Juniors | Buenos Aires                |  |
| 19:40 (UTC−3)          |              | Relatório |                    | Estádio: Alberto J. Armando |  |

| 30 de novembro de 2019 | Newell's Old Boys | 2 – 3     | River Plate | Rosário                 |  |
| 21:45 (UTC−3)          |                   | Relatório |             | Estádio: Marcelo Bielsa |  |

| 1 de dezembro de 2019 | San Lorenzo | 2 – 0     | Patronato | Buenos Aires            |  |
| 17:10 (UTC−3)         |             | Relatório |           | Estádio: Pedro Bidegain |  |

| 1 de dezembro de 2019 | Vélez Sarsfield | 3 – 1     | Colón | Buenos Aires             |  |
| 19:40 (UTC−3)         |                 | Relatório |       | Estádio: José Amalfitani |  |

| 1 de dezembro de 2019 | Godoy Cruz | 0 – 5     | Talleres (C) | Mendoza                      |  |
| 19:40 (UTC−3)         |            | Relatório |              | Estádio: Malvinas Argentinas |  |

| 1 de dezembro de 2019 | Aldosivi | 0 – 0     | Independiente | Mar del Plata               |  |
| 21:45 (UTC−3)         |          | Relatório |               | Estádio: José María Minella |  |

| 1 de dezembro de 2019 | Central Córdoba (SdE) | 1 – 1     | Rosário Central | Santiago del Estero      |  |
| 21:45 (UTC−3)         |                       | Relatório |                 | Estádio: Alfredo Terrera |  |

| 2 de dezembro de 2019 | Arsenal | 1 – 1     | Lanús | Sarandí                          |  |
| 19:00 (UTC−3)         |         | Relatório |       | Estádio: Julio Humberto Grondona |  |

| 2 de dezembro de 2019 | Unión | 1 – 0     | Huracán | Santa Fé             |  |
| 21:10 (UTC−3)         |       | Relatório |         | Estádio: 15 de Abril |  |

| 6 de dezembro de 2019 | Colón | 0 – 2     | Aldosivi | Santa Fé                                    |  |
| 19:00 (UTC−3)         |       | Relatório |          | Estádio: Brigadier General Estanislao López |  |

| 6 de dezembro de 2019 | Independiente | 0 – 1     | Banfield | Avellaneda                       |  |
| 21:10 (UTC−3)         |               | Relatório |          | Estádio: Libertadores de América |  |

| 7 de dezembro de 2019 | Huracán | 0 – 2     | Arsenal | Buenos Aires               |  |
| 17:35 (UTC−3)         |         | Relatório |         | Estádio: Tomás Adolfo Ducó |  |

| 7 de dezembro de 2019 | Talleres (C) | 0 – 0     | Unión | Córdoba                       |  |
| 19:40 (UTC−3)         |              | Relatório |       | Estádio: Mario Alberto Kempes |  |

| 7 de dezembro de 2019 | Atlético Tucumán | 2 – 1     | Newell's Old Boys | Tucumán                                    |  |
| 19:40 (UTC−3)         |                  | Relatório |                   | Estádio: Monumental Presidente José Fierro |  |

| 7 de dezembro de 2019 | Lanús | 1 – 0     | Racing | Lanús                    |  |
| 21:45 (UTC−3)         |       | Relatório |        | Estádio: Ciudad de Lanús |  |

| 8 de dezembro de 2019 | Gimnasia y Esgrima | 2 – 1     | Central Córdoba (SdE) | La Plata                      |  |
| 17:35 (UTC−3)         |                    | Relatório |                       | Estádio: Juan Carmelo Zerillo |  |

| 8 de dezembro de 2019 | Defensa y Justicia | 2 – 0     | Godoy Cruz | Florencio Varela             |  |
| 17:35 (UTC−3)         |                    | Relatório |            | Estádio: Norberto Tomaghello |  |

| 8 de dezembro de 2019 | Rosário Central | 1 – 0     | Boca Juniors | Rosário                      |  |
| 19:40 (UTC−3)         |                 | Relatório |              | Estádio: Gigante de Arroyito |  |

| 8 de dezembro de 2019 | River Plate | 0 – 1     | San Lorenzo | Buenos Aires                      |  |
| 21:45 (UTC−3)         |             | Relatório |             | Estádio: Antonio Vespucio Liberti |  |

| 9 de dezembro de 2019 | Patronato | 0 – 1     | Vélez Sarsfield | Paraná                               |  |
| 19:00 (UTC−3)         |           | Relatório |                 | Estádio: Presbítero Bartolomé Grella |  |

| 9 de dezembro de 2019 | Argentinos Juniors | 1 – 1     | Estudiantes (LP) | Buenos Aires                    |  |
| 21:10 (UTC−3)         |                    | Relatório |                  | Estádio: Diego Armando Maradona |  |

| 24 de janeiro de 2020 | Aldosivi | 2 – 0     | Lanús | Mar del Plata               |  |
| 17:35 (UTC−3)         |          | Relatório |       | Estádio: José María Minella |  |

| 24 de janeiro de 2020 | Gimnasia y Esgrima (LP) | 0 – 0     | Vélez Sarsfield | La Plata                      |  |
| 19:40 (UTC−3)         |                         | Relatório |                 | Estádio: Juan Carmelo Zerillo |  |

| 24 de janeiro de 2020 | Rosário Central | 2 – 1     | Huracán | Rosário                      |  |
| 21:45 (UTC−3)         |                 | Relatório |         | Estádio: Gigante de Arroyito |  |

| 24 de janeiro de 2020 | Unión | 1 – 0     | Argentinos Juniors | Santa Fé             |  |
| 21:45 (UTC−3)         |       | Relatório |                    | Estádio: 15 de Abril |  |

| 25 de janeiro de 2020 | Arsenal | 1 – 1     | Newell's Old Boys | Sarandí                          |  |
| 17:35 (UTC−3)         |         | Relatório |                   | Estádio: Julio Humberto Grondona |  |

| 25 de janeiro de 2020 | San Lorenzo | 1 – 1     | Estudiantes (LP) | Buenos Aires            |  |
| 19:40 (UTC−3)         |             | Relatório |                  | Estádio: Pedro Bidegain |  |

| 25 de janeiro de 2020 | Central Córdoba (SdE) | 1 – 0     | Colón | Santiago del Estero      |  |
| 19:40 (UTC−3)         |                       | Relatório |       | Estádio: Alfredo Terrera |  |

| 25 de janeiro de 2020 | Godoy Cruz | 0 – 1     | River Plate | Mendoza                      |  |
| 21:45 (UTC−3)         |            | Relatório |             | Estádio: Malvinas Argentinas |  |

| 25 de janeiro de 2020 | Banfield | 3 – 3     | Patronato | Banfield                |  |
| 17:35 (UTC−3)         |          | Relatório |           | Estádio: Florencio Sola |  |

| 26 de janeiro de 2020 | Defensa y Justicia | 4 – 1     | Talleres (C) | Florencio Varela             |  |
| 17:35 (UTC−3)         |                    | Relatório |              | Estádio: Norberto Tomaghello |  |

| 26 de janeiro de 2020 | Racing | 1 – 1     | Atlético Tucumán | Avellaneda                |  |
| 19:40 (UTC−3)         |        | Relatório |                  | Estádio: Presidente Perón |  |

| 26 de janeiro de 2020 | Boca Juniors | 0 – 0     | Independiente | Buenos Aires                  |  |
| 21:45 (UTC−3)         |              | Relatório |               | Estádio: Alberto José Armando |  |

| 30 de janeiro de 2020 | Vélez Sarsfield | 1 – 1     | Aldosivi | Buenos Aires             |  |
| 21:10 (UTC−3)         |                 | Relatório |          | Estádio: José Amalfitani |  |

| 31 de janeiro de 2020 | Huracán | 1 – 1     | Gimnasia y Esgrima | Buenos Aires               |  |
| 21:10 (UTC−3)         |         | Relatório |                    | Estádio: Tomás Adolfo Ducó |  |

| 1 de fevereiro de 2020 | Independiente | 5 – 0     | Rosário Central | Avellaneda                       |  |
| 17:35 (UTC−3)          |               | Relatório |                 | Estádio: Libertadores de América |  |

| 1 de fevereiro de 2020 | Estudiantes (LP) | 3 – 1     | Unión | La Plata                    |  |
| 19:40 (UTC−3)          |                  | Relatório |       | Estádio: Jorge Luis Hirschi |  |

| 1 de fevereiro de 2020 | Atlético Tucumán | 1 – 1     | Defensa y Justicia | Tucumán                                    |  |
| 19:40 (UTC−3)          |                  | Relatório |                    | Estádio: Monumental Presidente José Fierro |  |

| 1 de fevereiro de 2020 | Argentinos Juniors | 1 – 1     | Racing | Buenos Aires                    |  |
| 21:45 (UTC−3)          |                    | Relatório |        | Estádio: Diego Armando Maradona |  |

| 2 de fevereiro de 2020 | River Plate | 2 – 0     | Central Córdoba (SdE) | Buenos Aires                      |  |
| 17:35 (UTC−3)          |             | Relatório |                       | Estádio: Antonio Vespucio Liberti |  |

| 2 de fevereiro de 2020 | Lanús | 2 – 0     | Godoy Cruz | Lanús                    |  |
| 19:40 (UTC−3)          |       | Relatório |            | Estádio: Ciudad de Lanús |  |

| 2 de fevereiro de 2020 | Colón | 0 – 1     | Banfield | Santa Fé                                    |  |
| 19:40 (UTC−3)          |       | Relatório |          | Estádio: Brigadier General Estanislao López |  |

| 2 de fevereiro de 2020 | Talleres (C) | 1 – 2     | Boca Juniors | Córdoba                       |  |
| 21:45 (UTC−3)          |              | Relatório |              | Estádio: Mario Alberto Kempes |  |

| 3 de fevereiro de 2020 | Patronato | 2 – 2     | Arsenal | Paraná                               |  |
| 19:00 (UTC−3)          |           | Relatório |         | Estádio: Presbítero Bartolomé Grella |  |

| 3 de fevereiro de 2020 | Newell's Old Boys | 1 – 0     | San Lorenzo | Rosário                 |  |
| 21:10 (UTC−3)          |                   | Relatório |             | Estádio: Marcelo Bielsa |  |

| 7 de fevereiro de 2020 | Aldosivi | 0 – 2     | Central Córdoba (SdE) | Mar del Plata               |  |
| 19:00 (UTC−3)          |          | Relatório |                       | Estádio: José María Minella |  |

| 7 de fevereiro de 2020 | Argentinos Juniors | 0 – 0     | Lanús | Buenos Aires                    |  |
| 21:10 (UTC−3)          |                    | Relatório |       | Estádio: Diego Armando Maradona |  |

| 8 de fevereiro de 2020 | Gimnasia y Esgrima (LP) | 1 – 1     | Patronato | La Plata                      |  |
| 17:35 (UTC−3)          |                         | Relatório |           | Estádio: Juan Carmelo Zerillo |  |

| 8 de fevereiro de 2020 | Defensa y Justicia | 0 – 0     | Colón | Florencio Varela             |  |
| 17:35 (UTC−3)          |                    | Relatório |       | Estádio: Norberto Tomaghello |  |

| 8 de fevereiro de 2020 | Banfield | 1 – 1     | Rosário Central | Banfield                |  |
| 19:40 (UTC−3)          |          | Relatório |                 | Estádio: Florencio Sola |  |

| 8 de fevereiro de 2020 | Newell's Old Boys | 0 – 0     | Estudiantes (LP) | Rosário                 |  |
| 19:40 (UTC−3)          |                   | Relatório |                  | Estádio: Marcelo Bielsa |  |

| 8 de fevereiro de 2020 | Boca Juniors | 2 – 0     | Atlético Tucumán | Buenos Aires                |  |
| 21:45 (UTC−3)          |              | Relatório |                  | Estádio: Alberto J. Armando |  |

| 9 de fevereiro de 2020 | San Lorenzo | 1 – 0     | Vélez Sarsfield | Buenos Aires            |  |
| 17:35 (UTC−3)          |             | Relatório |                 | Estádio: Pedro Bidegain |  |

| 9 de fevereiro de 2020 | Racing | 1 – 0     | Independiente | Avellaneda                |  |
| 17:40 (UTC−3)          |        | Relatório |               | Estádio: Presidente Perón |  |

| 9 de fevereiro de 2020 | Unión | 1 – 2     | River Plate | Santa Fé             |  |
| 21:45 (UTC−3)          |       | Relatório |             | Estádio: 15 de Abril |  |

| 10 de fevereiro de 2020 | Arsenal | 1 – 1     | Talleres (C) | Sarandí                          |  |
| 19:00 (UTC−3)           |         | Relatório |              | Estádio: Julio Humberto Grondona |  |

| 10 de fevereiro de 2020 | Godoy Cruz | 2 – 1     | Huracán | Mendoza                      |  |
| 21:10 (UTC−3)           |            | Relatório |         | Estádio: Malvinas Argentinas |  |

| 14 de fevereiro de 2020 | Patronato | 1 – 0     | Unión | Paraná                               |  |
| 19:00 (UTC−3)           |           | Relatório |       | Estádio: Presbítero Bartolomé Grella |  |

| 14 de fevereiro de 2020 | Colón | 1 – 1     | Racing | Santa Fé                                    |  |
| 21:10 (UTC−3)           |       | Relatório |        | Estádio: Brigadier General Estanislao López |  |

| 15 de fevereiro de 2020 | Huracán | 0 – 2     | Aldosivi | Buenos Aires               |  |
| 17:35 (UTC−3)           |         | Relatório |          | Estádio: Tomás Adolfo Ducó |  |

| 15 de fevereiro de 2020 | Atlético Tucumán | 0 – 2     | Argentinos Juniors | Tucumán                                    |  |
| 19:40 (UTC−3)           |                  | Relatório |                    | Estádio: Monumental Presidente José Fierro |  |

| 15 de fevereiro de 2020 | Rosário Central | 1 – 0     | Gimnasia y Esgrima (LP) | Rosário                      |  |
| 19:45 (UTC−3)           |                 | Relatório |                         | Estádio: Gigante de Arroyito |  |

| 15 de fevereiro de 2020 | Talleres (C) | 1 – 0     | San Lorenzo | Córdoba                       |  |
| 19:45 (UTC−3)           |              | Relatório |             | Estádio: Mario Alberto Kempes |  |

| 16 de fevereiro de 2020 | River Plate | 1 – 0     | Banfield | Buenos Aires                      |  |
| 19:40 (UTC−3)           |             | Relatório |          | Estádio: Antonio Vespucio Liberti |  |

| 16 de fevereiro de 2020 | Lanús | 1 – 1     | Newell's Old Boys | Lanús                    |  |
| 19:40 (UTC−3)           |       | Relatório |                   | Estádio: Ciudad de Lanús |  |

| 16 de fevereiro de 2020 | Central Córdoba (SdE) | 0 – 4     | Boca Juniors | Santiago del Estero      |  |
| 21:50 (UTC−3)           |                       | Relatório |              | Estádio: Alfredo Terrera |  |

| 17 de fevereiro de 2020 | Estudiantes (LP) | 1 – 2     | Defensa y Justicia | La Plata                    |  |
| 19:00 (UTC−3)           |                  | Relatório |                    | Estádio: Jorge Luis Hirschi |  |

| 17 de fevereiro de 2020 | Independiente | 1 – 1     | Arsenal | Avellaneda                       |  |
| 21:10 (UTC−3)           |               | Relatório |         | Estádio: Libertadores de América |  |

| 4 de março de 2020 | Vélez Sarsfield | 0 – 1     | Godoy Cruz | Buenos Aires             |  |
| 19:00 (UTC−3)      |                 | Relatório |            | Estádio: José Amalfitani |  |

| 21 de fevereiro de 2020 | Banfield | 0 – 1     | Aldosivi | Banfield                |  |
| 19:00 (UTC−3)           |          | Relatório |          | Estádio: Florencio Sola |  |

| 21 de fevereiro de 2020 | Argentinos Juniors | 1 – 1     | Patronato | Buenos Aires                    |  |
| 21:10 (UTC−3)           |                    | Relatório |           | Estádio: Diego Armando Maradona |  |

| 22 de fevereiro de 2020 | San Lorenzo | 0 – 1     | Racing | Buenos Aires            |  |
| 17:35 (UTC−3)           |             | Relatório |        | Estádio: Pedro Bidegain |  |

| 22 de fevereiro de 2020 | Independiente | 0 – 1     | Gimnasia y Esgrima (LP) | Avellaneda                       |  |
| 19:40 (UTC−3)           |               | Relatório |                         | Estádio: Libertadores de América |  |

| 22 de fevereiro de 2020 | Newell's Old Boys | 4 – 0     | Colón | Rosário                 |  |
| 21:45 (UTC−3)           |                   | Relatório |       | Estádio: Marcelo Bielsa |  |

| 22 de fevereiro de 2020 | Atlético Tucumán | 2 – 2     | Lanús | Tucumán                                    |  |
| 21:50 (UTC−3)           |                  | Relatório |       | Estádio: Monumental Presidente José Fierro |  |

| 23 de fevereiro de 2020 | Arsenal | 0 – 4     | Vélez Sarsfield | Sarandí                          |  |
| 17:35 (UTC−3)           |         | Relatório |                 | Estádio: Julio Humberto Grondona |  |

| 23 de fevereiro de 2020 | Boca Juniors | 3 – 0     | Godoy Cruz | Buenos Aires                  |  |
| 19:40 (UTC−3)           |              | Relatório |            | Estádio: Alberto José Armando |  |

| 23 de fevereiro de 2020 | Estudiantes (LP) | 0 – 2     | River Plate | La Plata                    |  |
| 21:45 (UTC−3)           |                  | Relatório |             | Estádio: Jorge Luis Hirschi |  |

| 24 de fevereiro de 2020 | Defensa y Justicia | 3 – 0     | Rosário Central | Florencio Varela             |  |
| 19:40 (UTC−3)           |                    | Relatório |                 | Estádio: Norberto Tomaghello |  |

| 24 de fevereiro de 2020 | Unión | 0 – 0     | Central Córdoba (SdE) | Santa Fé             |  |
| 21:45 (UTC−3)           |       | Relatório |                       | Estádio: 15 de Abril |  |

| 24 de fevereiro de 2020 | Talleres (C) | 4 – 2     | Huracán | Córdoba                       |  |
| 21:50 (UTC−3)           |              | Relatório |         | Estádio: Mario Alberto Kempes |  |

| 28 de fevereiro de 2020 | Racing | 1 – 1     | Newell's Old Boys | Avellaneda                |  |
| 19:00 (UTC−3)           |        | Relatório |                   | Estádio: Presidente Perón |  |

| 28 de fevereiro de 2020 | Colón | 0 – 4     | Boca Juniors | Santa Fé                                    |  |
| 21:00 (UTC−3)           |       | Relatório |              | Estádio: Brigadier General Estanislao López |  |

| 29 de fevereiro de 2020 | Gimnasia y Esgrima (LP) | 1 – 0     | Atlético Tucumán | La Plata                      |  |
| 17:30 (UTC−3)           |                         | Relatório |                  | Estádio: Juan Carmelo Zerillo |  |

| 29 de fevereiro de 2020 | River Plate | 1 – 1     | Defensa y Justicia | Buenos Aires                      |  |
| 19:40 (UTC−3)           |             | Relatório |                    | Estádio: Antonio Vespucio Liberti |  |

| 29 de fevereiro de 2020 | Central Córdoba (SdE) | 1 – 1     | Banfield | Santiago del Estero      |  |
| 21:50 (UTC−3)           |                       | Relatório |          | Estádio: Alfredo Terrera |  |

| 29 de fevereiro de 2020 | Godoy Cruz | 1 – 3     | Unión | Mendoza                      |  |
| 21:50 (UTC−3)           |            | Relatório |       | Estádio: Malvinas Argentinas |  |

| 1 de março de 2020 | Aldosivi | 1 – 3     | San Lorenzo | Mar del Plata               |  |
| 17:35 (UTC−3)      |          | Relatório |             | Estádio: José María Minella |  |

| 1 de março de 2020 | Lanús | 1 – 1     | Estudiantes (LP) | Lanús                    |  |
| 19:40 (UTC−3)      |       | Relatório |                  | Estádio: Ciudad de Lanús |  |

| 1 de março de 2020 | Rosário Central | 3 – 1     | Arsenal | Rosário                      |  |
| 19:45 (UTC−3)      |                 | Relatório |         | Estádio: Gigante de Arroyito |  |

| 1 de março de 2020 | Vélez Sarsfield | 2 – 0     | Argentinos Juniors | Buenos Aires             |  |
| 21:50 (UTC−3)      |                 | Relatório |                    | Estádio: José Amalfitani |  |

| 2 de março de 2020 | Patronato | 3 – 2     | Talleres (C) | Paraná                               |  |
| 19:00 (UTC−3)      |           | Relatório |              | Estádio: Presbítero Bartolomé Grella |  |

| 2 de março de 2020 | Huracán | 1 – 0     | Independiente | Buenos Aires               |  |
| 21:10 (UTC−3)      |         | Relatório |               | Estádio: Tomás Adolfo Ducó |  |

| 6 de março de 2020 | Arsenal | 4 – 0     | Aldosivi | Sarandí                          |  |
| 19:00 (UTC−3)      |         | Relatório |          | Estádio: Julio Humberto Grondona |  |

| 6 de março de 2020 | Argentinos Juniors | 2 – 1     | Rosário Central | Buenos Aires                    |  |
| 21:10 (UTC−3)      |                    | Relatório |                 | Estádio: Diego Armando Maradona |  |

| 7 de março de 2020 | Banfield | 0 – 3     | Huracán | Banfield                |  |
| 18:00 (UTC−3)      |          | Relatório |         | Estádio: Florencio Sola |  |

| 7 de março de 2020 | Defensa y Justicia | 2 – 0     | Patronato | Florencio Varela             |  |
| 18:00 (UTC−3)      |                    | Relatório |           | Estádio: Norberto Tomaghello |  |

| 7 de março de 2020 | Boca Juniors | 1 – 0     | Gimnasia y Esgrima (LP) | Buenos Aires                  |  |
| 21:00 (UTC−3)      |              | Relatório |                         | Estádio: Alberto José Armando |  |

| 7 de março de 2020 | Atlético Tucumán | 1 – 1     | River Plate | Tucumán                                    |  |
| 21:00 (UTC−3)      |                  | Relatório |             | Estádio: Monumental Presidente José Fierro |  |

| 8 de março de 2020 | San Lorenzo | 4 – 3     | Lanús | Buenos Aires            |  |
| 17:35 (UTC−3)      |             | Relatório |       | Estádio: Pedro Bidegain |  |

| 8 de março de 2020 | Independiente | 3 – 0     | Central Córdoba (SdE) | Avellaneda                       |  |
| 19:40 (UTC−3)      |               | Relatório |                       | Estádio: Libertadores de América |  |

| 8 de março de 2020 | Newell's Old Boys | 0 – 2     | Godoy Cruz | Rosário                 |  |
| 21:45 (UTC−3)      |                   | Relatório |            | Estádio: Marcelo Bielsa |  |

| 8 de março de 2020 | Talleres (C) | 2 – 0     | Colón | Córdoba                       |  |
| 21:50 (UTC−3)      |              | Relatório |       | Estádio: Mario Alberto Kempes |  |

| 9 de março de 2020 | Unión | 0 – 3     | Vélez Sarsfield | Santa Fé             |  |
| 19:00 (UTC−3)      |       | Relatório |                 | Estádio: 15 de Abril |  |

| 9 de março de 2020 | Estudiantes (LP) | 1 – 2     | Racing | La Plata                    |  |
| 21:10 (UTC−3)      |                  | Relatório |        | Estádio: Jorge Luis Hirschi |  |

## Estatísticas
| Gols | Jogador             | Time               |
| ---- | ------------------- | ------------------ |
| 12   | Rafael Santos Borré | River Plate        |
| 11   | Silvio Romero       | Independiente      |
| 9    | Carlos Tévez        | Boca Juniors       |
| 9    | Cristian Tarragona  | Patronato          |
| 9    | Nahuel Bustos       | Talleres (C)       |
| 8    | José Sand           | Lanús              |
| 7    | Gabriel Hauche      | Argentinos Juniors |
| 7    | Nicolás Giménez     | Arsenal            |
| 7    | Matías Suárez       | River Plate        |
| 7    | Bruno Pittón        | San Lorenzo        |

| Total | Jogador               | Time                  |
| ----- | --------------------- | --------------------- |
| 7     | Matías Suárez         | River Plate           |
| 7     | Mariano Bíttolo       | Newell's Old Boys     |
| 6     | Luis Miguel Rodríguez | Colón                 |
| 5     | Dayro Moreno          | Talleres (C)          |
| 5     | Nicolás De La Cruz    | River Plate           |
| 4     | Jesús Dátolo          | Banfield              |
| 4     | Lucas Gamba           | Rosário Central       |
| 4     | Frank Fabra           | Boca Juniors          |
| 4     | Jonathan Herrera      | Central Córdoba (SdE) |
| 4     | Ángel Romero          | San Lorenzo           |
| 4     | Gabriel Ávalos        | Patronato             |
| 4     | Juan Cruz Kaprof      | Arsenal               |
| 4     | Marcelo Meli          | Central Córdoba (SdE) |

## Premiação
| Campeonato Argentino de 2019–20 Superliga Argentina |
| --------------------------------------------------- |
| Boca Juniors Campeão (34º título)                   |